# Liste der Kulturdenkmäler in Altenbauna
Die Liste der Kulturdenkmäler in Altenbauna enthält alle Kulturdenkmäler im Stadtteil Altenbauna der nordhessischen Mittelstadt Baunatal, die in der vom Landesamt für Denkmalpflege Hessen 2011 herausgegebenen Denkmaltopographie veröffentlicht wurden.

## Legende
- Bezeichnung: Nennt den Namen, die Bezeichnung oder die Art des Kulturdenkmals.
- Lage: Nennt den Straßennamen und wenn vorhanden die Hausnummer des Kulturdenkmals. Die Grundsortierung der Liste erfolgt nach dieser Adresse. Der Link „Karte“ führt zu verschiedenen Kartendarstellungen und nennt die Koordinaten des Kulturdenkmals.
- Datierung: Gibt die Datierung an; das Jahr der Fertigstellung bzw. den Zeitraum der Errichtung. Eine Sortierung nach Jahr ist möglich.
- Beschreibung: Nennt bauliche und geschichtliche Einzelheiten des Kulturdenkmals, vorzugsweise die Denkmaleigenschaften.
- Objekt-Nr: Gibt, sofern vorhanden, die vom Landesamt für Denkmalpflege vergebene Objekt-ID des Kulturdenkmals an.

## Denkmalliste
| Bild                               | Bezeichnung                        | Lage | Beschreibung | Bauzeit       | Objekt-Nr. |
| ---------------------------------- | ---------------------------------- | --- | --- | ------------- | ---------- |
| weitere Bilder                     | Fachwerkwohnhaus                   | Altenritter Straße 1 LageFlur: 4, Flurstück: 153/13 | Zweigeschossiges Fachwerkwohnhaus einer ehem. Hofanlage | 1763          | 87888 DDB  |
| Ehemaliges Bürgermeisteramt        | Ehemaliges Bürgermeisteramt        | Am Erlenbach 4 LageFlur: 3, Flurstück: 112/94 | Ehem. Bürgermeisteramt - Fachwerkwohnhaus | bez. 1887     | 87889 DDB  |
| Schule                             | Schule                             | Auf dem Wiede 6 LageFlur: 5, Flurstück: 1/54 | Schule - erste Mittelpunktschule von Nordhessen, erbaut nach Plänen des Architekten Otto Vogt | 1952          | 87890 DDB  |
| Brücke                             | Brücke                             | Bauna (bei Bingeweg) LageFlur: 4, Flurstück: 84/15 | Schlichte Bogenbrücke über die Bauna | 1869          | 87891 DDB  |
| Ev. Kirche                         | Ev. Kirche                         | Bingeweg 2 LageFlur: 4, Flurstück: 30/12 | Evangelische Kirche | 1881          | 87895 DDB  |
| Wohnhaus                           | Wohnhaus                           | Bingeweg 7 LageFlur: 4, Flurstück: 38/9 | Zweigeschossiges Wohnhaus mit traufständig profilierter Rähmkonstruktion | Mitte 18. Jh. | 87892 DDB  |
| Wohnhaus                           | Wohnhaus                           | Bingeweg 11 LageFlur: 4, Flurstück: 46/8 | Stattliches Wohnhaus, zweigeschossiger Rähmbau | Ende 18. Jh.  | 87893 DDB  |
| ehem. Ökumenisches Gemeindezentrum | ehem. Ökumenisches Gemeindezentrum | Bornhagen 1/3 LageFlur: 1, Flurstück: 70/71, 70/72, 70/73, 70/75, 70/76, 70/79, 70/80, 70/81 | Evangelisches Kirchenzentrum - ehemals Ökumenisches Gemeindezentrum | 1973          | 88415 DDB  |
| Ehem. Forsthaus am Brand           | Ehem. Forsthaus am Brand           | Forsthaus am Brand LageFlur: 8, Flurstück: 2/23 | Ehem. Forsthaus am Brand - Zweigeschossiges Gebäude, errichtet als Revierförsterei | 1860          | 88120 DDB  |
| Bild gesucht BW                    | Sachgesamtheit Eisenbahn           | Kleinbahn, Straßenbahn, Rudolf-Diesel-Straße, L 3219, Im Wiesental, Eisenbahn, Bauna, Am Mattenbergsfeld, Albert-Einstein-Straße LageFlur: 1, 3, 6, 7, Flurstück: 24/64, 24/65, 26/20, 26/4, 30/22, 30/29–33, 30/35–37, 30/40, 30/41, 30/43, 30/53, 39/6, 41/125, 47/2, 10/1, 10/12, ½, 1/3, 19/53, 222/10, 223/7. 224/18, 224/20, 225/36, 227/70, 237/144, 240/145, 68/10, 68/14, 77/16, 79/1, 79/3, 79/7, 79/8, 163/48, 189/92, 47/5–8, 2/1, 2/2, 72/3 | |               | 954970 DDB |
| Ehemaliges Gasthaus                | Ehemaliges Gasthaus                | Lärchenweg 6 LageFlur: 5, Flurstück: 5/2 | Gasthaus - Fachwerkgebäude | 1845          | 87894 DDB  |
| weitere Bilder                     | Volkswagenwerk                     | VW Werk Kassel LageFlur: 2, 4, Flurstück: 9/49, 77/2 | VW-Werk für Fahrzeugkomponenten, zwei gegenüberliegende zweigeschossige Haupttorgebäude bilden den Eingang; vier Werkhallen sind durch einen markanten, 1086 m langen, viergeschossigen Verwaltungsbau in Stahlbetonrahmenkonstruktion mit vorgeblendetem Ziegelmauerwerk verbunden | 1957          | 88378 DDB  |